# Jean Van de Velde (golf)
Pour les articles homonymes, voir Van de Velde et Jean Van de Velde.
Jean Van de Velde, né le 29 mai 1966  à Mont-de-Marsan, est un golfeur français.

## Présentation
Bien qu'ayant découvert le golf à l'âge de 6 ans, il pratique le football puis le rugby jusqu'à son service national effectué au bataillon de Joinville où il se spécialise dans le golf.
Il remporte son premier tournoi sur le Circuit européen en 1993 à Rome. Il échoue aux portes d'une qualification dans la sélection européenne lors de la Ryder Cup 1997.
Il est surtout connu du grand public pour son dernier trou du dernier tour du British Open 1999. Après être passé par les qualifications, il réalise un grand tournoi. Alors 152e mondial, il prend la tête dans la deuxième journée et la conserve. À l'aube du dernier jour, il détient cinq coups d'avance sur Justin Leonard et Craig Parry. Bien que talloné durant la journée par Leonard, (qui revient à un coup à l'issue du 14e coup), il le redépasse et s'assure une marge confortable au dernier trou : Alors qu'aucun français n'a remporté un Grand Chelem depuis 1907, au départ du 72e et dernier trou , un par 4, il possède 3 coups d'avance et un double bogey au minimum lui assure la victoire.
Mais, lors de son premier coup, il se retrouve sur le fairway du 17e. Ses bons coups de fer de l'après-midi le conduisent à essayer d'atteindre le green directement lors de son second coup au lieu d'assurer un coup de replacement. Sa balle rebondit sur les tribunes et finit sa course dans de hautes herbes. Son coup suivant échoue dans l'eau. Après avoir dans un premier temps envisagé de jouer ce coup dans l'eau, il « droppe » sa balle ce qui lui occasionne un point de pénalité. Le coup suivant le conduit dans le bunker dont il se sort ensuite pour rester à deux mètres du trou. Il termine par un dernier putt.
Condamné à un play-off à trois avec Justin Leonard et Paul Lawrie, il échoue à la deuxième place. Cette défaite le fait entrer dans l'histoire du British Open,.
Son bon classement européen lui offre une première sélection pour la Ryder Cup 1999.
Après des années perturbées par des blessures, il échoue de nouveau lors d'un play-off, lors de l'Open de France 2005 face à son compatriote Jean-François Remesy. Il renoue enfin avec la victoire en 2006 à l'Open de Madère sur le circuit européen. Il prend sa retraite sportive en 2008.
En 2011, la fédération française de golf lui confie une mission d'accompagnement auprès des jeunes espoirs français évoluant dans les principaux circuits professionnels puis l'année suivante le donne avec Amaury Sport Organisation (ASO) la direction de l'Open de France,. En 2016, il retrouve les parcours de golf sur le Senior Tour. Cette même année, ASO se retire de l'Open de France et Van de Velde doit quitter son poste de directeur du tournoi.

## Résultats dans les tournois du Grand Chelem
| Tournoi                 | 1991 | 1992 | 1993 | 1994 | 1995 | 1996 | 1997 | 1998 | 1999 |
| ----------------------- | ---- | ---- | ---- | ---- | ---- | ---- | ---- | ---- | ---- |
| Masters de golf         | DNP  | DNP  | DNP  | DNP  | DNP  | DNP  | DNP  | DNP  | DNP  |
| US Open de golf         | DNP  | DNP  | DNP  | DNP  | DNP  | DNP  | DNP  | DNP  | DNP  |
| Open britannique hommes | CUT  | DNP  | T34  | T38  | DNP  | DNP  | CUT  | DNP  | T2   |
| Championnat de la PGA   | DNP  | DNP  | DNP  | DNP  | DNP  | DNP  | DNP  | DNP  | T26  |

| Tournoi                 | 2000 | 2001 | 2002 | 2003 | 2004 | 2005 | 2006 | 2007 | 2008 |
| ----------------------- | ---- | ---- | ---- | ---- | ---- | ---- | ---- | ---- | ---- |
| Masters de golf         | T19  | DNP  | DNP  | DNP  | DNP  | DNP  | DNP  | DNP  | DNP  |
| US Open de golf         | CUT  | DNP  | T45  | DNP  | DNP  | DNP  | DNP  | DNP  | DNP  |
| Open britannique hommes | T31  | CUT  | DNP  | DNP  | DNP  | CUT  | DNP  | DNP  | T19  |
| Championnat de la PGA   | T30  | DNP  | DNP  | DNP  | DNP  | DNP  | DNP  | DNP  | DNP  |

DNP = Did not play (n'a pas joué)

CUT = n'a pas passé le cut

"T" = tied (ex æquo)

Fond jaune pour top 10.

## En bref
- Taille : 1,80 m
- Poids : 76 kg
- Pro depuis : 1987

### National
- Champion de France amateur en 1986
- Champion de France professionnel en 1998 et 1999

### Résultats enRyder Cup
| Édition        | Score               | Score individuel                    |
| -------------- | ------------------- | ----------------------------------- |
| Ryder Cup 1999 | Défaite 14 ½ à 13 ½ | Défaite 6 & 5 face à Davis Love III |

### Circuit européen
- 1993 : Roma Masters
- 2006 : Madeira Island Open

### Circuit américain
- 2000 : 2e du Tucson Open
- 2000 : 2e du Reno-Tahoe Open

## Postérité
Le 8e et dernier épisode de la série Losers de Netflix , intitulé "Le 72e trou" est consacré à Jean de Velde. Résumé : "Le golfeur Jean van de Velde revient sur la déception et les éléments positifs tirés de son incroyable échec au dernier trou de l'Open britannique de 1999."

### Divers
2001 : 2e du tournoi de Cannes

### Vidéographie
- (en) [vidéo] Le 72e trou, série Losers, saison 1 épisode 8, 29 minutes, Netflix.